# Serie A 1913-1914
L'edizione 1913-14 della Serie A svizzera vide la vittoria finale del Aarau.

## Classifiche gironi

### Girone Est
|  | Pos. | Squadra           | Pt | G  | V  | N | P  | GF | GS | DR  |
|  | ---- | ----------------- | -- | -- | -- | - | -- | -- | -- | --- |
|  | 1.   | Aarau             | 24 | 14 | 11 | 2 | 1  | 55 | 14 | +41 |
|  | 2.   | San Gallo         | 19 | 14 | 8  | 3 | 3  | 30 | 22 | +8  |
|  | 3.   | Winterthur        | 15 | 14 | 5  | 5 | 4  | 36 | 26 | +10 |
|  | 4.   | Zurigo            | 15 | 14 | 7  | 1 | 6  | 32 | 31 | +1  |
|  | 5.   | Blue Stars Zurigo | 13 | 14 | 5  | 3 | 6  | 31 | 37 | -6  |
|  | 6.   | Brühl             | 13 | 14 | 4  | 5 | 5  | 27 | 35 | -8  |
|  | 7.   | Young Fellows     | 8  | 14 | 3  | 2 | 9  | 25 | 36 | -11 |
|  | 8.   | Baden             | 5  | 14 | 1  | 3 | 10 | 21 | 56 | -35 |

### Girone Centro
|  | Pos. | Squadra           | Pt | G  | V  | N | P  | GF | GS | DR  |
|  | ---- | ----------------- | -- | -- | -- | - | -- | -- | -- | --- |
|  | 1.   | Young Boys        | 22 | 14 | 10 | 2 | 2  | 46 | 21 | +25 |
|  | 2.   | Basilea           | 19 | 14 | 9  | 1 | 4  | 63 | 33 | +30 |
|  | 3.   | Berna             | 19 | 14 | 9  | 1 | 4  | 40 | 32 | +8  |
|  | 4.   | Étoile-Sporting   | 15 | 14 | 7  | 1 | 6  | 34 | 34 | 0   |
|  | 5.   | Bienne            | 12 | 14 | 5  | 2 | 7  | 33 | 34 | -1  |
|  | 6.   | Nordstern         | 11 | 14 | 5  | 1 | 8  | 29 | 34 | -5  |
|  | 7.   | La Chaux-de-Fonds | 8  | 14 | 3  | 2 | 9  | 26 | 57 | -31 |
|  | 8.   | Old Boys Basilea  | 5  | 14 | 2  | 2 | 10 | 21 | 47 | -26 |

### Girone Ovest
|  | Pos. | Squadra            | Pt | G  | V  | N | P  | GF | GS | DR  |
|  | ---- | ------------------ | -- | -- | -- | - | -- | -- | -- | --- |
|  | 1.   | Cantonal Neuchâtel | 23 | 12 | 11 | 1 | 0  | 52 | 15 | +37 |
|  | 2.   | Montriond-Losanna  | 16 | 12 | 8  | 2 | 2  | 51 | 15 | +36 |
|  | 3.   | Servette           | 15 | 12 | 8  | 0 | 4  | 54 | 25 | +29 |
|  | 4.   | Stella Friborgo    | 13 | 12 | 6  | 1 | 5  | 30 | 30 | 0   |
|  | 5.   | FC Ginevra         | 8  | 12 | 4  | 0 | 8  | 20 | 42 | -22 |
|  | 6.   | Montreux-Narcisse  | 6  | 12 | 3  | 0 | 9  | 24 | 44 | -20 |
|  | 7.   | Concordia Yverdon  | 0  | 12 | 0  | 0 | 12 | 8  | 68 | -60 |

## Girone Finale
| Basilea 26 aprile 1914 | Aarau | 1 – 1 | Cantonal Neuchâtel |  |

| Losanna 3 maggio 1914 | Young Boys | 4 – 3 | Cantonal Neuchâtel |  |

| Zurigo 10 maggio 1914 | Aarau | 2 – 1 | Young Boys |  |

|  | Pos. | Squadra            | Pt | G | V | N | P | GF | GS | DR |
|  | ---- | ------------------ | -- | - | - | - | - | -- | -- | -- |
|  | 1.   | Aarau              | 3  | 2 | 1 | 1 | 0 | 3  | 2  | +1 |
|  | 2.   | Young Boys         | 2  | 2 | 1 | 0 | 1 | 5  | 5  | 0  |
|  | 3.   | Cantonal Neuchâtel | 1  | 2 | 0 | 1 | 1 | 4  | 5  | -1 |

### Verdetto
| FC Aarau Campione di Svizzera 1913-1914 2º Titolo. |

## Relegazione
Agli spareggi relegazione partecipano le seguenti squadre:
- FC Baden - ultimo classificato girone Est
- BSC Old Boys Basel - ultimo classificato girone Centro
- Concordia Yverdon - ultimo classificato girone Ovest
- FC Veltheim - Vincitrice serie B

La situazione delle 3 ultime classificate nei gironi della massima serie è la seguente:
| Club               | Pt. |
| ------------------ | --- |
| BSC Old Boys Basel | 6   |
| FC Baden           | 5   |
| Concordia Yverdon  | 0   |

La prima retrocessione viene decretata nel primo spareggio, che riguarda le due peggio classificate:
|  | FC Baden | 0 – 0 | Concordia Yverdon |  |

Stante il risultato di parità, la gara viene ripetuta:
|  | FC Baden | 3 – 1 | Concordia Yverdon |  |

Vince il Baden, Concordia Yverdon retrocessa.
Nel secondo spareggio, il Baden vincitore affronta la vincente della serie B, FC Veltheim.
|  | FC Veltheim | 5 – 2 | FC Baden |  |

FC Veltheim vincente ed ammessa alla Serie A 1914-1915, il Baden disputa il terzo spareggio contro il BSC Old Boys Basel
|  | BSC Old Boys Basel | 7 – 0 | FC Baden |  |

Old Boys salvi, FC Baden retrocessa in Serie B.

## Verdetti
- FC Aarau Campione di Svizzera 1913-14.
- BSC Old Boys Basel resta in Serie A
- Concordia Yverdon e FC Baden retrocesse in Serie B
- FC Veltheim promossa in Serie A